# Операція «Едельвейс»
Операція «Едельвейс» (нім. Edelweiß) — наступальна операція німецьких військ влітку і восени 1942 року з метою оволодіти Кавказом і нафтопромислами Грозного та Баку.

## Підготовка
Перед битвою в  Німеччини були засновані нафтові фірми, такі як «Ост-оль» і «Karpaten-оль», які отримали ексклюзивний договір на 99-річну експлуатацію нафтових родовищ на Кавказі. Для втілення цієї мети було доставлено велику кількість труб, які пізніше були захоплені і використані в СРСР. Була створена спеціальна економічна комісія, очолена генерал-лейтенантом Ніденфугром, після чого було заборонено скидати бомби на нафтові родовища. Для захисту захоплених об'єктів нафтопромисловості від дій військ Миколи Байбакова та Семена Будьонного були створені спеціальні підрозділи, що складаються з бійців СС та казаків. Командування Абверу розробило операцію «Шаміль», завданням якої було захоплення районів Грозного, Малгобека і Майкопу. Німецькі війська були підтримані місцевими добровольцями.

## Операція

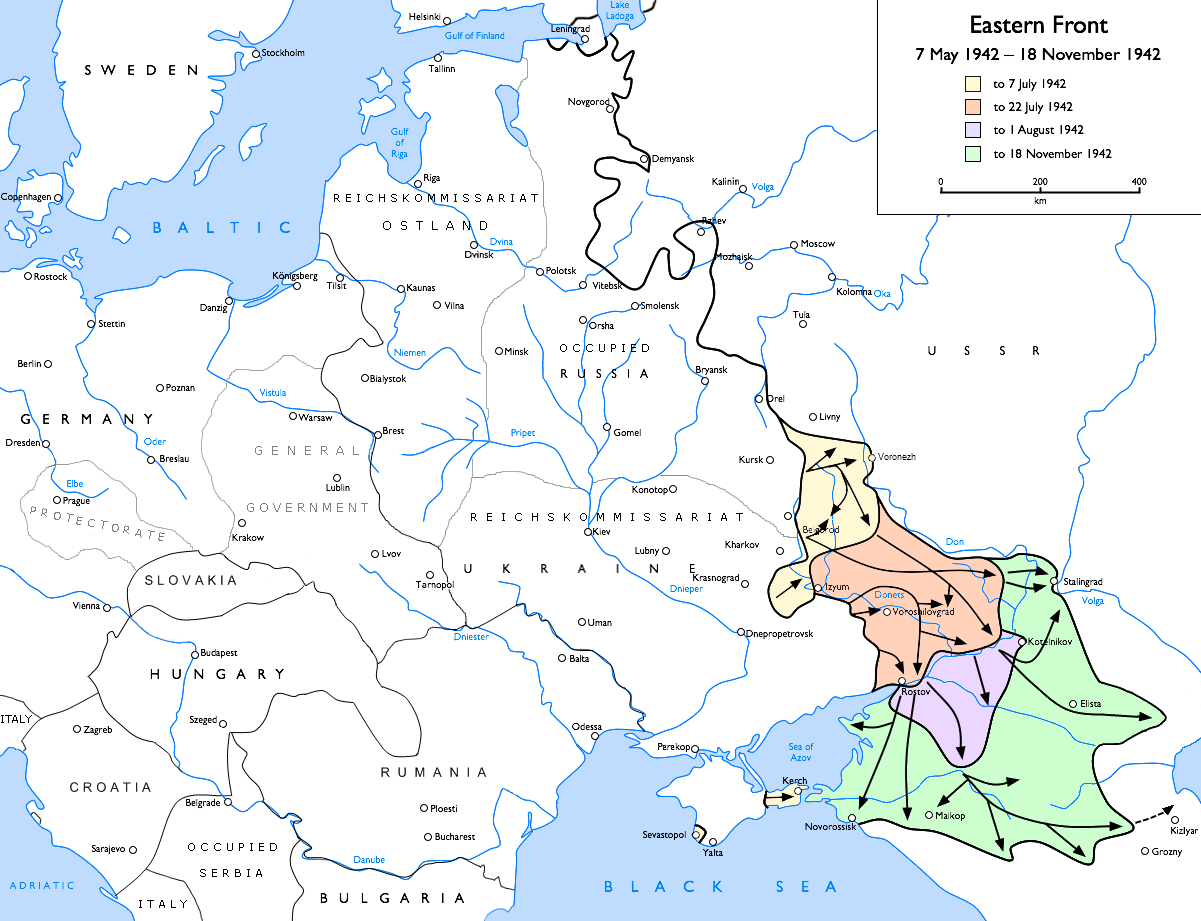
Німецький наступ з 7 травня по 18 листопада.
по 7 червня
по 22 липень
по 1 серпень
по 18 листопад

Після нейтралізації радянської контр-атаки в Ізюм-Барвінківської операції, група армій «B» швидко просунулась до Кавказу. Після того як Ростов-на-Дону капітулював 23 липня 1942, танкові з'єднання Евальда фон Клейста підійшли до Кавказького хребта. Губерт Ланц, командир дивізії «Едельвейс», вирішив наступати через ущелини басейну річки Кубань, перетинаючи Марухський перевал, річки Теберда і Учкулан, і Клухорскій перевал. Війська четвертої німецької гірськострілецької дивізії, до складу якої входили тірольці, наступали в напрямку Грузії через перевал Санчаро. Для прикриття флангів дивізії «Едельвейс» і захоплення проходу, що веде до Ельбрусу, був створений спеціальний загін, що складався з 150 чоловік. Через аул Хурзук капітан Хайнц Грот взяв перевал Хотю-тау, що незабаром одержав нове ім'я — «Перевал генерала Конрада».
Початкова точка операції на напрямку Краснодар-П'ятигорськ-Майкоп встановилася 10 серпня 1942, а 16 серпня батальйон під командуванням фон Гіршфельда захопив Кодорську ущелину. 21 серпня прапор Третього рейху був встановлений на Ельбрусі, найвищій точці Кавказу (5642 м).